# Julio Mota
Julio Mota (8 de abril de 1936 - 15 de agosto de 2023) fue un actor y locutor venezolano, reconocido por su trayectoria en teatro, cine y televisión, así como por ser la voz oficial del canal estatal Venezolana de Televisión (VTV).

## Biografía
Mota inició su carrera actoral en 1969 bajo la dirección del director de teatro Levy Rosell, integrándose al grupo Artes de Venezuela. Posteriormente, se unió al Grupo Actoral 80, consolidando su presencia en la escena teatral nacional. Además de su labor en el teatro, incursionó en la locución durante la década de 1960, participando en programas universitarios que le permitieron desarrollar su faceta como comunicador.
Participó en diversas producciones cinematográficas, entre las que destacan: Crónica de un subversivo latinoamericano (1975) de Mauricio Walerstein, Compañero Augusto (1976) de Enver Cordido, El mar del tiempo perdido (1978) de Solveig Hoogesteijn, Compañero de viaje (1979) de Clemente de la Cerda, Manuel (1979) de Alfredo J. Anzola, Cubagua (1987) de Michael New, Río Negro (1990) de Atahualpa Lichy, El Caracazo (2005) de Román Chalbaud.
En sus últimos años, Mota enfrentó problemas de salud y, debido a una discapacidad motora, residió en la casa hogar Mauro de Catia, ubicada en la parroquia Coche de Caracas. Allí recibió atención tras complicaciones de salud atendidas en el hospital Periférico de Catia en 2020. 
Falleció el 15 de agosto de 2023 a los 87 años.

## Filmografía (selecta)
- Crónica de un subversivo latinoamericano (1975) de Mauricio Walerstein
- Compañero Augusto (1976) de Enver Cordido
- Se solicita muchacha de buena presencia y motorizado con moto propia (1977) de Alfredo J. Anzola
- El mar del tiempo perdido (1978) de Solveig Hoogesteijn
- Compañero de viaje (1979) de Clemente de la Cerda
- Manuel (1979) de Alfredo J. Anzola
- Juan Topocho (1979) de César Bolívar
- Adiós, Miami (1983) Antonio Llerandi
- Morituri (1984) de Philippe Toledano
- Cubagua (1987) de Michael New
- El secreto (1988) de Luis Armando Roche
- Río Negro (1990) de Atahualpa Lichy
- La pluma del arcángel (2002) de Luis Manzo
- El Caracazo (2005) de Román Chalbaud